# Matthias Hoffmann (Funktionär)
Matthias „Matz“ Hoffmann (* 25. Oktober 1891 in Gyertyámos (deutsch Gertianosch), Königreich Ungarn, Österreich-Ungarn; † 27. September 1957 in Vohburg an der Donau) war ein deutscher Arzt und erster Bundesvorsitzender der Landsmannschaft der Banater Schwaben von 1947 bis 1953.

## Leben
Matthias Hoffmann war das zweite Kind des Kaufmanns Nikolaus Hoffmann und dessen Ehefrau Maria, geborene Ruß. Von 1898 bis 1903 besuchte er die Volksschule seines Heimatorts. Von 1903 bis 1911 war er Schüler der Realschule in Szegedin. Hier wohnte er im Szegediner Konvikt der Gemeinde Gyertyámos. Nach seinem Abitur 1911 schrieb er sich an der Medizinischen Hochschule in Budapest ein und studierte daneben die lateinische und griechische Sprache. Nach seinem ersten Rigorosum 1914 rückte er als Einjährig-Freiwilliger in das k.u.k. Infanterieregiment „Erzherzog Rainer“ Nr. 59 in Salzburg ein und diente an der Ostfront des Ersten Weltkriegs. 1915 geriet er als Kriegsgefangener Russlands in die Lager von Ischim, Tschita und Wladiwostok, von wo er zur Jahreswende 1920/1921 entlassen wurde.
Er kehrte nach Budapest zurück und nahm dort sein Medizinstudium wieder auf. Hier legte er in den Jahren 1921–1922 sein zweites und drittes Rigorosum ab. Von 1921 und 1940 war er Obmann der Ortsgruppe Gertianosch der katholisch-konservativen Deutsch-Schwäbischen Volksgemeinschaft. Vom Oktober 1922 bis 1941 praktizierte er als Arzt in seiner Heimatgemeinde, die nach dem Vertrag von Trianon nun im Königreich Rumänien lag und den Namen Cărpiniș trug. Hoffmann war von 1923 bis 1935 Schriftführer des Bundes Banater Deutscher Sänger, sein Nachfolger wurde Anton Valentin. Er war einige Jahre Schriftführer der 1924 von seinem Bruder Nikolaus Hoffmann in Lovrin gegründeten Semmelweis-Ärztegruppe-Banat.
1938 legte Hoffmann eine Untersuchung über die ethnische Zusammensetzung der von der deutschen Bevölkerung in 32 Banater Dörfern zwischen 1901 und 1938 geschlossenen Ehen vor. In der Folge wurde er für die Zeit von 1939 bis 1941 zum „Gauwalter für Volksgesundheit“ im Banat ernannt. 1941 beteiligte sich der Arzt an der Umsiedlung von Bessarabiendeutschen „Heim ins Reich“; danach praktizierte er vom 20. Juli 1942 bis zum 14. Juni 1943 in der rumänisch besetzten Bukowina. Von 1943 bis 1944 unterrichtete er Gesundheitslehre an der Bildungseinrichtung Banatia in Timișoara, die zu dieser Zeit der nationalsozialistischen Volksgruppenführung unterstand und in Prinz-Eugen-Oberschule umbenannt worden war.
Am 17. September 1944 flüchtete er mit seiner Familie und anderen Banater Schwaben im Rahmen der Evakuierung der Deutschen Volksgruppe aus dem Banat vor der heranrückenden Roten Armee nach Österreich. Vom 20. Oktober 1944 war er bis zum 1. Februar 1945 im burgenländischen Neufeld an der Leitha als Lagerarzt aktiv. Am 5. Februar 1945 ließ er sich in Vohburg an der Donau als praktischer Arzt nieder. Er gehörte der Standesorganisation Hartmannbund an. Hoffmann wurde 1947 zum ersten Vorsitzenden der neugegründeten Landsmannschaft der Banater Schwaben gewählt. 1953 dankte er aus Gründen der Gesundheit ab und wurde zum Ehrenvorsitzenden ernannt. Ihm folgte Anton Valentin im Amt.
Matthias Hoffmann verstarb 1957 an einem Herzinfarkt. Er wurde am 30. September des Jahres auf dem Friedhof Vohburg bestattet.

## Veröffentlichungen (Auswahl)
- Pflege der Erbgesundheit und Erbtüchtigkeit. In: Südostdeutsche Tageszeitung Hermannstadt und Temeschburg, 243. Folge vom 18. Oktober 1942, S. 7.[5]
- Malariagefahr. In: Banater Deutsche Zeitung vom 5. Mai 1940, S. 10.[1]
- Wir schaffen ein deutsches Säuglingsheim. Eine musterhafte Pflegeanstalt. In: Banater Deutsche Zeitung vom 24. Dezember 1939, S. 5.[1]
- Das Gesundheitsbild einer Banater schwäbischen Gemeinde. In: Medizinische Zeitschrift, Jahrgang 11, 1937, Heft 5, S. 139–144.[1]
- Als Matz Hoffmann: Hundertfünfzig Jahre deutsches Gertianosch, Banat, Rumänien: 1785–1935. Schwäbische Verlags-AG, Timișoara 1935, 368 S.[1]
- Woran sterben die meisten Leute im Banat? Eine Studie. In: Schwäbischer Volkskalender 1930, Kapitel Gesundheitspflege.[1]
- Säuglingspflege. Was jede Mutter wissen sollte. In: Schwäbischer Volkskalender 1927, S. 113–116.[1]